# Franciszek Kozub
Franciszek Kozub (ur. 15 lutego 1892 w Wyciążu, zm. 12 września 1915 w Jeziernej) – żołnierz armii austriackiej, podoficer Legionów Polskich, kawaler Orderu Virtuti Militari.

## Życiorys
Urodził się w rodzinie Ignacego i Rozalii z Gierasów. Absolwent szkoły powszechnej, uczeń gimnazjum świętego Jacka w Krakowie. Po przerwaniu nauki podjął pracę zarobkową. Powołany do armii austriackiej, służył w 16 pułku piechoty. W sierpniu 1914 wstąpił do Legionów Polskich i otrzymał przydział do 4 pułku piechoty. W jego składzie walczył na froncie wschodnim I wojny światowej. We wrześniu 1915 prowadził patrol ośmiu zwiadowców i we wsi Jezierna został otoczony przez kawalerię rosyjską. Nie widząc szans na wycofanie, wsparty o plecy kolegi, walczył aż do śmierci. Za bohaterstwo w walce został odznaczony Krzyżem Srebrnym Orderu Virtuti Militari.

## Ordery i odznaczenia
- Krzyż Srebrny Orderu Virtuti Militari (nr 6266)